# 陌生化
陌生化（英語：Defamiliarization，IPA：[ɐstrɐˈnʲenʲɪjə]  ) ，是一种艺术技巧，將常见事物，以陌生或奇怪的方式向观众展示，促使觀眾從新的视角觀看世界。这个概念影响了20 世纪的艺术與藝術理论，包括达达主義、后现代主义、敘事戲劇、科幻小说和哲学；此外，某些社會運動，如文化干扰，使用陌生化作為一种策略。

## 詞源
“陌生化”一词最早是由俄罗斯形式主义者什克洛夫斯基于1917 年的论文“作为装置的艺术”（或译：“作为技术的艺术”）中提出的。  :209 什克洛夫斯基使用「陌生化」指涉“根据詩的可感知性来区分诗意和实用语言”的手段。 :209 本质上讲，什克洛夫斯基認為诗的语言与每日使用的日常语言有着根本的不同，因为詩的語言更难理解──“诗的语言是組織過的语言。散文則是日常中的演說——经济的、轻松的、合宜的；散文女神（拉丁語：dea prosae）是准确、轻松、像孩子般“直率”表达的女神。”  :20这个区别是艺术创作的關鍵，並防止“过度自动化”，防止個人“照公式按表操課”。 :16
因此，陌生化是一种迫使个人识别艺术语言的手段。
这种技巧旨在將詩從散文分別而出，正如亚里士多德所言：“诗歌语言必须显得奇怪而美妙。” :19
为了解釋陌生化，什克洛夫斯基引托尔斯泰作為例子，如托氏在《霍尔斯托梅尔》（俄語：Холстомер）中以马為叙述者，以马而非人的敘述觀點，使故事的内容显得陌生。 :16 此外，什克洛夫斯基都使用了其他俄罗斯作家和俄罗斯方言作為例子：“目前，高尔基将他的措辞从旧的文学语言转变为列斯科夫的新文学口语。日常语言和文学语言因此改变了位置（参见伊万诺夫(ячесла́в Ива́нович Ива́нов)和其他人的作品）。” :19-20
陌生化，还包括在作品中使用外语。在什克洛夫斯基写作的时候，文学語言和口語俄文正发生变化。什克洛夫斯基说：“俄罗斯文学的语言原本对俄罗斯是陌生的，现在已经渗透到人们的语言中，融入他们的谈话之中。另一方面，文学开始表现倾向出使用方言是/或是野蛮。” :19
叙事情节也能夠陌生化。俄罗斯形式主义区分了順敘故事時間軸或作為故事素材的故事(fabula)或將故事組織起來呈現的情节(syuzhet)。而對什克洛夫斯基来说，情節(syuzhet)是故事(fabula)的陌生化。 什克洛夫斯基引用斯特恩的《項狄傳》作为例子。  斯特恩使用时间置换、离题和因果中断（按：将结果置于原因之前呈現）来减缓读者重新组合、熟悉故事的能力。藉此，斯特恩將叙事陌生化。